# Parco Turani
Il parco Turani è una zona verde della città di Bergamo, ubicata nel quartiere di Redona. Recentemente nel parco è stata inserita una grande casetta del libro con libri di ogni genere che si possono prendere a piacimento e tenere il tempo che si desidera nell'attesa che vengano rimessi nella casetta per altri utenti. Inoltre nel cassetto sottostante vi sono giochi affinché i bimbi possano goderne nel parco.